# Pınar Karşıyaka
Pınar Karşıyaka est un club turc de basket-ball, section du club omnisports du Karşıyaka SK basé dans la ville d'Izmir en Turquie.  Le club évolue en Süper Ligi, soit le plus haut niveau du championnat de Turquie.

## Palmarès
- Finaliste de la Ligue des champions : 2021
- Champion de Turquie : 1987, 2015
- Vainqueur de la Coupe de Turquie : 1987, 2014
- Vainqueur de la coupe du président : 2014
- Finaliste de l'EuroChallenge : 2013

## Personnalités du club

### Entraîneurs
- 1973-1975 :  Aydan Siyavuş
- ? :  Nadir Vekiloğlu
- 1990-1991 :  Aydan Siyavuş
- 1998-1999 :  Murat Didin
- 1999 :  Ergin Ataman
- 2003-2006 :  Ahmet Kandemir
- 2006 :  Levent Topsakal
- 2006-2007 :  Okan Çevik
- 2007-2008 :  Ahmet Kandemir
- 2008-2009 :  Ayhan Kalyoncu
- 2009-2012 :  Hakan Demir
- 2012-2016 :  Ufuk Sarıca
- 2016-2017 :  Nenad Marković
- 2017-2018 :  Aleksandar Trifunović
- 2018-2019 :  Özhan Çıvgın
- 2019 :  Dirk Bauermann
- 2019- :  Ufuk Sarıca

### Joueurs célèbres ou marquants
- Furkan Aldemir
- Kaya Peker
- Hüseyin Beşok
- Mehmet Yağmur
- Nihat Mala
- Arda Vekiloğlu
- Şemsettin Baş
- Ufuk Sarıca
- Muratcan Güler
- Hakan Köseoğlu
- Barış Ermiş
- - Asım Pars
- Serhat Çetin
- Nedim Yücel
- İnanç Koç
- Roberts Štelmahers
- Vrbica Stefanov
- Jaime Lloreda
- Zakhar Pachoutine
- Mitch Smith
- Dallas Comegys
- DeWayne Jefferson
- - Henry Domercant
- Roberto Bergersen
- Marcus Slaughter
- Alvin Snow
- Gary Neal
- - Quinton Hosley
- - Leon Williams
- Mike Benton
- Ryan Toolson
- K'Zell Wesson
- Jon Diebler
- Andre Smith
- David Holston
- Sean Marshall

## Logos

Historique des logos de Karşıyaka
Logo actuel